# Джафарли
Джафарли (азерб. Cəfərli) — село в Газахском районе Азербайджана. Расположено на Гянджа-Газахской равнине.
Село Джафарли расположено на берегу реки Акстафа. Топоним возник от имени рода джафарли. Род Джафарли берёт своё начало с 1513 года, бекский род, также одно такое же село принадлежавшее этому роду был в Борчалинском уезде, где на данный момент и проживает многочисленный бекский род Джафарли. В основном в Марнеули.

## Население
По данным переписи 2009 года, в селе проживало 1133 человека: 562 мужчины и 571 женщина.